# Penkun
Penkun (pronunciación en alemán: /pɛnˈkuːn/ⓘ) es un municipio situado en el distrito de Pomerania Occidental-Greifswald, en el estado federado de Mecklemburgo-Pomerania Occidental (Alemania), a una altitud de 40 metros. Su población a finales de 2016 era de 2000 habs. y su densidad poblacional, 24 hab/km².
Se encuentra ubicado en el extremo sur del distrito, junto a la frontera con Polonia.